# Walter Ritz

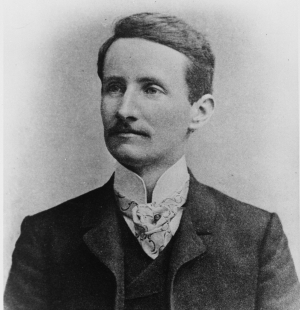
Walter Ritz.

Walter Ritz (oder Walther Ritz, * 22. Februar 1878 in Sitten; † 7. Juli 1909 in Göttingen) war ein Schweizer Mathematiker und Physiker.

## Leben
Walter Ritz’ Vater Raphael Ritz war als Sohn von Lorenz Justinian Ritz und dessen Ehefrau Josephine, geborene Kaiser, gebürtig im Wallis und ein bekannter Kunstmaler. Seine Mutter Lina mit dem Geburtsnamen Nördlinger war die Tochter des Ingenieurs Gottlieb August Noerdlinger aus Tübingen und von dessen Ehefrau Josephine, geborene Springer. Ritz war ein besonders begabter Schüler und besuchte das kommunale Lyzeum in Sion. 1897 trat er in die polytechnische Schule in Zürich ein, wo er Ingenieurwesen studierte. Bald schon fand er heraus, dass er nicht mit den Näherungen und Kompromissen leben konnte, die mit dem Ingenieurwesen verbunden sind, und so wechselte er zu den mathematisch exakteren physikalischen Wissenschaften.
1900 erkrankte Ritz an Tuberkulose, möglicherweise auch an Pleuritis (Brustfellentzündung), an der er später auch sterben sollte. 1901 zog er aus gesundheitlichen Gründen nach Göttingen um. Dort wurde er von Woldemar Voigt und David Hilbert beeinflusst. Ritz schrieb eine Dissertation über Spektrallinien von Atomen und wurde mit summa cum laude promoviert. Das Thema führte später zum Ritzschen Kombinationsprinzip und 1913 zum Atommodell von Ernest Rutherford und Niels Bohr.
Im Frühling 1903 hörte er in Leiden Vorlesungen von Hendrik Antoon Lorentz über elektrodynamische Probleme und dessen neue Elektronentheorie. Im Juni 1903 war er in Bonn am Heinrich-Kayser-Institut, wo er in Pottasche eine Spektrallinie fand, die er in seiner Dissertation vorhergesagt hatte. Im November 1903 war er in Paris an der École Normale Supérieure. Dort arbeitete er an Infrarot-Fotoplatten.
Im Juli 1904 verschlimmerte sich seine Krankheit, und er zog zurück nach Zürich. Die Krankheit hinderte ihn bis 1906 an weiteren wissenschaftlichen Veröffentlichungen.
Im September 1907 zog er nach Tübingen, dem Herkunftsort seiner Mutter, und 1908 wieder nach Göttingen, wo er Privatdozent an der Universität wurde. Dort veröffentlichte er sein Werk Recherches critiques sur l’Électrodynamique Générale.
Ritz hatte als Schüler, Freund oder Kollege Kontakte zu vielen zeitgenössischen Gelehrten wie Hilbert, Andreas Heinrich Voigt, Hermann Minkowski, Lorentz, Aimé Cotton, Friedrich Paschen, Henri Poincaré und Albert Einstein. Er war in Zürich ein Kommilitone Einsteins, der ebenfalls dort studierte.
Ritz starb in Göttingen und wurde auf dem Friedhof Nordheim in Zürich beerdigt. Das Familiengrab wurde am 15. November 1999 aufgehoben. Sein Grabstein steht auf Feld 17 mit der Grabnummer 84457.
1970 wurde der Mondkrater Ritz nach ihm benannt.
Die Schweizerische Physikalische Gesellschaft (SPS) und die Société Française de Physique (SFP) verleihen seit 2016 (erste Verleihung 2017) den sog. Charpak-Ritz Preis (siehe auch: Georges Charpak), als Zeichen der engen Verbundenheit der Gesellschaften.

## Wissenschaftliche Leistungen
Ritz lieferte mit dem Verfahren von Ritz ein Berechnungsverfahren der Technischen Mechanik und theoretische Vorarbeiten für die Finite-Elemente-Methode (FEM). Das Ritzsche Verfahren ist auch bekannt als Ritz-Verfahren, Ritzsches Variationsprinzip und Rayleigh-Ritz-Prinzip.
Ritz fand 1908 empirisch das nach ihm benannte Ritzsche Kombinationsprinzip. Danach ist die Summe oder Differenz der Frequenzen zweier Spektrallinien häufig die Frequenz einer weiteren Linie. Welche dieser errechneten Frequenzen tatsächlich beobachtet wird, wurde erst später durch Auswahlregeln erklärt, die aus quantenmechanischen Rechnungen folgen. Basis dafür war die Spektrallinienforschung (Balmer-Serie) von Johann Jakob Balmer.
Walter Ritz vertrat wie andere die Emissionstheorie, eine „ballistische“ Theorie des Lichtes ähnlich der Newtonschen Emissionstheorie, als Alternative zur Lorentzschen Elektrodynamik und der Speziellen Relativitätstheorie. Die Emissionstheorie von Ritz befasste sich mit den Galileitransformationen von Geschwindigkeiten des Lichtes, statt der Struktur von Raum und Zeit, sowie den Lorentztransformationen der Geschwindigkeiten. Ritz diskutierte mit Einstein darüber und führte 1908/1909 bis zu seinem Tod in der Physikalischen Zeitschrift einen wissenschaftlichen Streit mit ihm. Die Emissionstheorie gilt jedoch als widerlegt.
Mit Johannes Rydberg arbeitete Ritz an der Rydberg-Ritz-Formel.

## Schriften
- On a New Law of Series Spectra. In: The Astrophysical Journal 28 (1908), S. 237–243 (Digitalisat).
- Theorien über Aether, Gravitation, Relativität und Elektrodynamik. Schritt-Verlag, Bern 1963. (Schritt-Reihe; Nr. 6).
- Du rôle de l'éther en physique (Über die Rolle des Äthers in der Physik). In: Scientia 3 (1908), Nr. VI, S. 260–274 (Digitalisat).
- Recherches critiques sur l'Électrodynamique Générale. In: Annales Chemie et de Physique 13 (1908), S. 145–275 (Digitalisat).
- Gesammelte Werke – Oeuvres. Herausgegeben von der Société Suisse de Physique, Gauthier-Villars, Paris 1911 (Digitalisat).